# Kon-Tiki

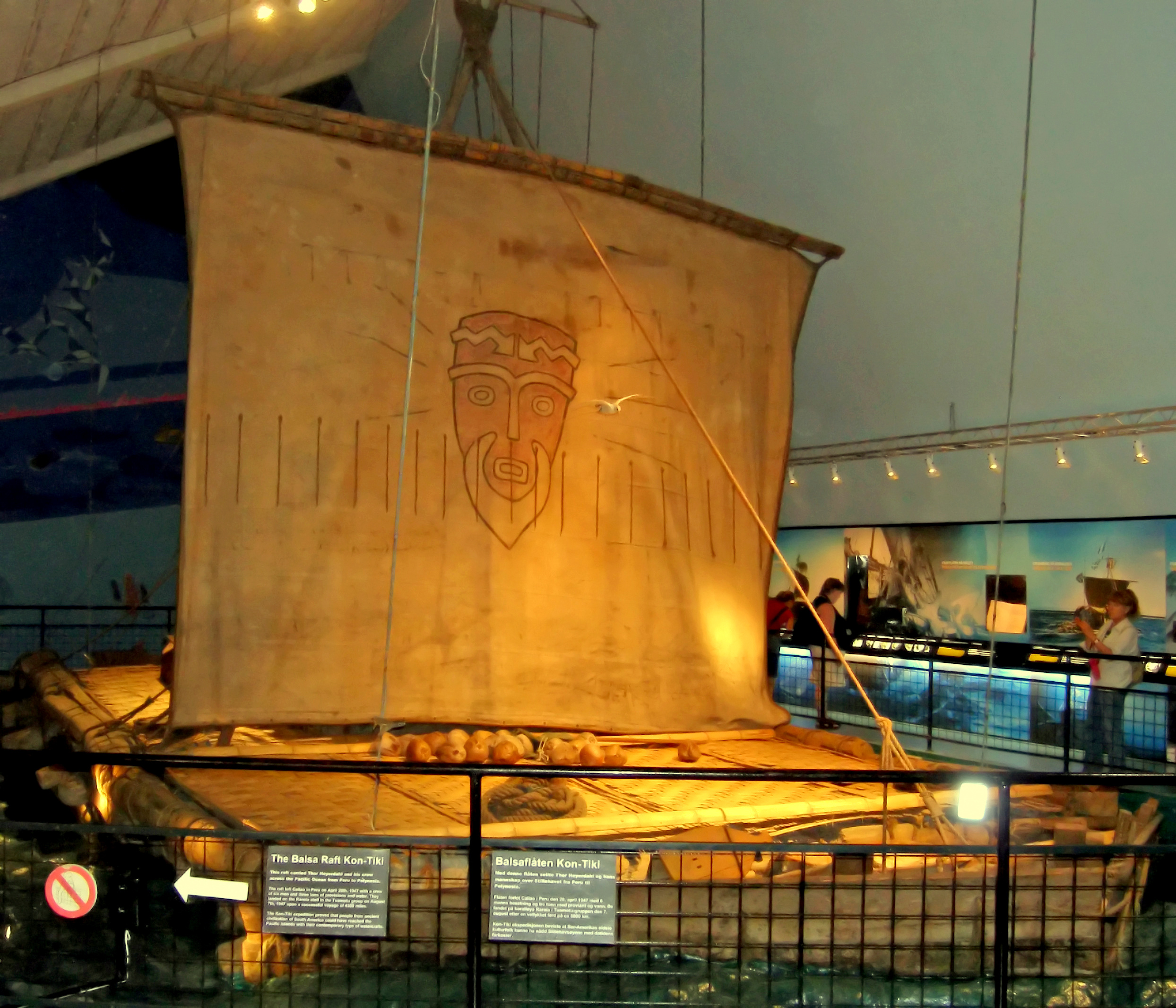
Vor Kon-Tiki ve stejnojmenném museu v Oslu

Kon-Tiki je vor z balsového dřeva, na kterém roku 1947 norský antropolog, zoolog, archeolog, spisovatel a cestovatel Thor Heyerdahl s pěti dalšími muži přeplul Tichý oceán od jihoamerického pobřeží až do Polynésie. Vor byl pojmenován po bohu Virakočovi, který byl v mytologii starých Inků bohem slunce. Jeho původní jméno mělo být Kon-Tiki.
Heyerdahl byl přesvědčen, že lidé z Jižní Ameriky mohli osídlit Polynésii ještě v období před Kolumbem. Cílem jeho expedice bylo ukázat, že plavba z Jižní Ameriky do Polynésie je možná i bez moderního vybavení, což by podpořilo jeho teorii o jejím osídlení. Jeho expedice takto doplout dokázala, ačkoli oproti starým Inkům disponovala některými výdobytky moderní doby (rádiem, sextantem, hodinami či kovovým nožem).
Expedice Kon-Tiki byla sponzorována jak ze soukromých zdrojů, tak z darů a vybavení armády USA. Heyerdahl a jeho malá skupina dorazili do Peru, kde s podporou místních úřadů sestrojili vor z balsového dřeva (bez jediného hřebíku nebo šroubu) tak, jak to jen bylo podle nákresů španělských conquistadorů možné. Na cestu se vydali 28. dubna 1947. Heyerdahl a jeho pět společníků urazili na voru za 101 dní plavby více než 6800 km. 7. srpna 1947 byla plavba ukončena za poměrně dramatických okolností na útesu Raroia.
Kniha Thora Heyerdahla o jeho expedici se stala celosvětovým bestsellerem, byla přeložena do 70 jazyků a celosvětově se prodalo na 50 000 000 výtisků. Poprvé byla publikována roku 1950 pod názvem Expedice Kon-Tiki: Na voru přes jižní moře. Česky kniha poprvé vyšla v roce 1957 a do roku 1970 byla s úspěchem vydána ještě několikrát. V roce 2012 vznikl na základě Heyerdahlovy knihy celosvětově úspěšný velkofilm Kon-Tiki. Originál voru Kon-Tiki je dnes k vidění v muzeu Kon-Tiki v norském Oslu.
Expedice proslavila hodinky značky Eterna – těmito hodinkami byli vybaveni všichni členové posádky a plavbu přečkaly bez úhony.

## Posádka
Posádku Kon-Tiki tvořilo pět Norů a jeden Švéd. Byli to:
- Thor Heyerdahl (1914 – 2002), organizátor a vůdce expedice
- Erik Hesselberg (1914 – 1972), navigátor a umělec. Namaloval velký obraz boha Kon-Tiki, jenž zdobil plachtu voru.
- Bengt Danielsson (1921 – 1997) měl během plavby roli číšníka, což v tomto případě znamenalo především přidělování denního přídělu jídla a pitné vody. Danielsson byl švédský sociolog, který se zajímal především o teorii stěhování národů. Během expedice zastával také roli tlumočníka, neboť byl jediným španělsky mluvícím členem skupiny.
- Knut Haugland (1917 – 2009) byl především radiokomunikačním expertem. Během 2. světové války byl vyznamenán Brity za účast na sabotážních akcích v Norsku.
- Torstein Raaby (1918 – 1964) během plavby také zajišťoval radiové přenosy. Zkušenosti s radiokomunikací získal též během 2. světové války, když se skrýval za německou linií a sledoval německou válečnou loď Tirpitz. Jeho tajné rádiové přenosy významně přispěly k jejímu potopení spojeneckými bombardéry.
- Herman Watzinger (1910 – 1986) byl technik, během cesty zaznamenával meteorologické a hydrologické údaje

## Plavba
Kon-Tiki vyplul z peruánského města Callao 28. dubna 1947. Prvních 50 mil na otevřené moře byl vlečen lodí peruánských námořních sil jménem Guardina Rios. Od té doby již vor plul vlastními silami na západ, unášen Humboldtovým proudem. Posádka poprvé uviděla zemi 30. července, když doplula na dohled atolu Puka-Puka. S lidmi se cestovatelé poprvé dostali do krátkého kontaktu 4. srpna na ostrově Angatau, nepodařilo se jim ale přistát. 97. den plavby dopluli k atolu Angatau a o čtyři dny později jejich vor ztroskotal u ostrova Raroia v souostroví Tuamotu. Kon-Tiki urazil přibližně 3770 námořních mil (cca 6980 km) za 101 dnů, průměrnou rychlostí 1,5 uzlů.
Po několika dnech strávených na pustém ostrůvku je nalezli lidé ze sousedního ostrova, když si povšimli zbytků voru plovoucích v moři. Cestovatelé strávili ještě několik dní v domorodé vesnici, než byli dopraveni i se zbytky voru na Tahiti francouzskou lodí Tamara.